# ZoneMinder
ZoneMinder ist eine freie Software zur Videoüberwachung, die für Linux entwickelt wurde. Sie wurde unter der GNU General Public License freigegeben.
Mit Version 1.27.0, die am 15. März 2014 veröffentlicht wurde, wurde erstmals ein Dockerfile veröffentlicht, das es ermöglicht, die Software in einem Container laufen zu lassen.

## Beschreibung
Hinter ZoneMinder verbirgt sich eine komplette Videoüberwachungsumgebung. Man kann beispielsweise die Überwachung eventgesteuert ablaufen lassen oder Zonen einrichten, die nicht beobachtet werden sollen/dürfen beziehungsweise im Gegensatz dazu als Region of Interest gelten.
Eine Konsole gibt Auskunft über den Status. Im Falle eines programmierten Events kann man beispielsweise eine E-Mail oder SMS versenden und sich nachträglich die Videodaten ansehen.
ZoneMinder unterstützt neben vielen Linuxplattformen auch die mobilen Betriebssysteme Android und iOS, kann allerdings auch selbst kompiliert werden. Die Software ist in C++, Perl und PHP geschrieben. Den Entwicklern nach ist keine Windowsversion der Software geplant.

## Programmeigenschaften
- läuft auf allen Linux-Distributionen
- unterstützt Video-, USB- und Netzwerkkameras
- unterstützt Schwenk-/Neigekopf-/Zoomkameras
- benötigt MySQL
- hohe Leistung, unabhängige Videosicherung und Analysefunktionen, hohe Ausfallredundanz
- Mehrfache Zonen (Regions of Interest) können pro Kamera definiert werden. Es können wichtige oder unwichtige Zonen definiert werden.
- große Anzahl vorgefertigter Konfigurationen wählbar
- benutzerfreundliche Netzwerkschnittstelle, volle Steuerung des Systems und der Kameras sowie Phasenansichten
- unterstützt Live-MPEG-Aufnahmen und JPEG-Standbilder mit Statistikdetails
- E-Mail- oder SMS-Mitteilungen, die auch ein momentanes Foto mitübertragen können
- FTP-Sicherungen für Notfälle

## Sicherheitslücken
Am 26. August 2008 veröffentlichte der Pentester Filip Palian einen Fehlerbericht, in dem er auf mehrere Sicherheitslücken aufmerksam machte, darunter eine XSS-Lücke und eine SQL-Injection.